# André-Hercule de Fleury

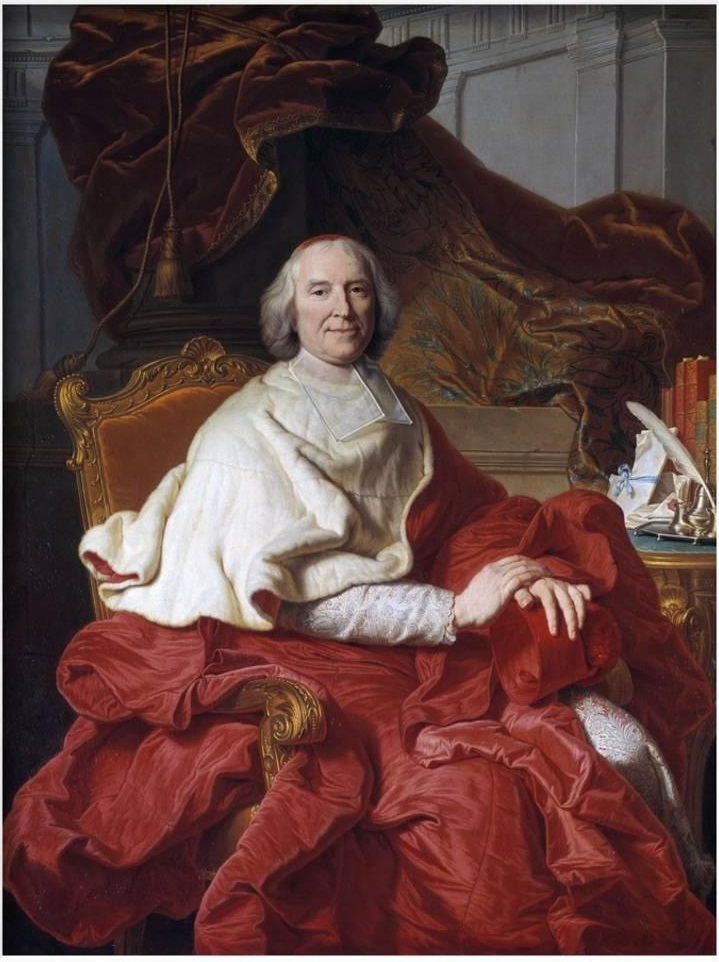
Kardinal de Fleury, Gemälde von Hyacinthe Rigaud, 1730.
Fleurys Unterschrift:

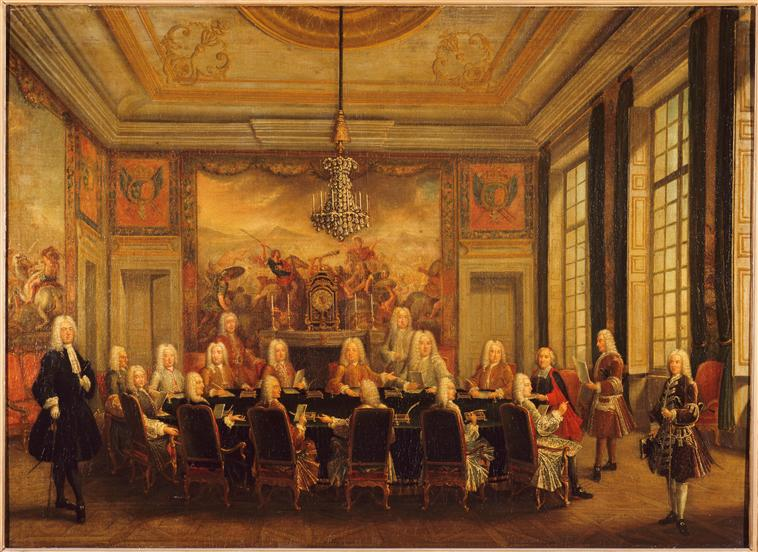
Sitzung des Regentschaftsrates des Herzogs von Orléans mit Kardinal Fleury (rechts außen sitzend; Gemälde von 1716)

André-Hercule de Fleury (* 22. Juni 1653 in Lodève, Hérault; † 29. Januar 1743 in Issy-les-Moulineaux bei Paris) war ein französischer Kardinal und Staatsmann.

## Leben

### Jugend und Aufstieg
Fleury war der Sohn des Steuereintreibers Jean de Fleury, Seigneur de Dio, und dessen Ehefrau Diane de La Treille. Im Alter von sechs Jahren kam de Fleury nach Paris an das Collège de Clermont (heute Lycée Louis-le-Grand) und später an das Collège d’Harcourt (heute Lycée Saint-Louis) die von Jesuiten geleitet wurden. Anschließend wurde er zum Priester geweiht und wurde mit 15 Jahren 1668 Kanoniker in Montpellier. Als solcher studierte Fleury an der Sorbonne und erhielt 1676 ein Lizenziat in Theologie.
Durch den Einfluss des Kardinals Pierre de Bonzi (1631–1703) wurde Fleury 1683 zum Almosenier der Königin Marie Therese, Gemahlin Ludwigs XIV. ernannt; dieses Amt hatte Fleury nach dem nur wenig später erfolgten Tod der Königin weiter für den König inne. 1686 erhielt Fleury die Abtei Rivour (Diözese Troyes) als Pfründe und 1698 wurde er zum Bischof von Fréjus geweiht. 1714, nach siebzehn Jahren in diesem ländlichen Bistum entschloss er sich, eine Stellung am Hof zu suchen. Er wurde Lehrer Ludwigs XV., dem Urenkel und Erben des Königs. Ohne besonderen Ehrgeiz erlangte er einen Einfluss auf das Kind, der sich als sehr dauerhaft erweisen sollte.

### Premierminister
Nach dem Tod des Regenten Philippe II. Charles de Bourbon, duc d’Orléans am 2. Dezember 1723 verzichtete Fleury, inzwischen schon siebzig Jahre alt, vorerst auf eine Ausdehnung seiner Vormachtstellung und schlug vor, Louis IV. Henri de Bourbon zum Premierminister zu ernennen. Fleury war durch Gewohnheitsrecht bei allen Gesprächen zwischen Ludwig XV. und dessen Premierminister anwesend. Dieser sah dadurch seinen politischen Einfluss geschmälert und suchte den König zu überreden, Fleury nicht mehr bei allen Unterredungen hinzuziehen. Doch der König weigerte sich. Nachdem Fleury Kenntnis von diesem Vorfall erhalten hatte, zog er sich vom Hof zurück, um nicht mehr Anlass zu Streit zu geben. Doch nun befahl Ludwig seinem Premierminister, den Bischof von Fréjus brieflich um dessen Rückkehr zu bitten. Schließlich verbannte der König am 11. Juli 1726 den Duc de Bourbon und dessen Mätresse Madame de Prie vom Hof. Fleury lehnte für sich Titel und Amt eines Premierministers ab, aber seine Ernennung zum Kardinal noch im selben Jahr (11. September) durch Papst Benedikt XIII. stellte seine Vorrangstellung gegenüber allen anderen Ministern sicher. Allerdings reiste er niemals nach Rom, um den Kardinalshut und eine Titelkirche in Empfang zu nehmen; auch an den Konklaven 1730 und 1740 nahm er nicht teil.
Fleury war auf natürliche Weise bescheiden – die Ernennung zum Metropoliten von Reims hatte er 1722 abgelehnt – und umsichtig und brachte diese Qualitäten in die Verwaltung ein, mit dem Ergebnis, dass es 1738/39 einen Überschuss von 15.000.000 Livres statt des üblichen Defizits gab. 1726 legte er den Währungsstandard fest und stellte die Kreditwürdigkeit der Regierung sicher, indem er von nun an mit den Zinsen die Schulden abtrug. Durch die Durchsetzung der durch das feudale Recht vorgesehenen Straßenfronarbeit der Bauern sorgte er für einen guten Zustand der französischen Straßen, allerdings um den Preis, wütende Unzufriedenheit zu wecken. Während der siebzehn Jahre seiner eigentlichen Regierungszeit fand das Land nach den Extravaganzen Ludwigs XIV. eine Zeit der Erholung, und der allgemeine Wohlstand nahm schnell zu. Der innere Frieden wurde nur in den Jahren gestört, in denen Fleury die Zeit reif fand, gegen die Jansenisten vorzugehen. Er ließ Priester inhaftieren, die sich weigerten, die Bulle Unigenitus Dei filius zu akzeptieren, und traf auf die Opposition des Parlement de Paris, weshalb er vierzig seiner Mitglieder exilierte.
In außenpolitischen Angelegenheiten war seine Hauptsorge die Wahrung des Friedens, die er mit Sir Robert Walpole teilte; dies führte zum Fortbestand der guten Beziehungen zwischen Frankreich und England. Nur mit Widerwillen unterstützte er die ehrgeizigen Pläne von Elisabetta Farnese, Königin von Spanien, 1729 die Nachfolge ihres Sohnes Don Carlos in den Herzogtümern Parma und Toskana durchzusetzen. Fleury hatte in Armee und Marine – wie überall – gespart, und als er 1733 zum Krieg gezwungen wurde, war er kaum darauf vorbereitet. Durch die öffentliche Meinung war er gezwungen, nach dem Tod Augusts II. die Ansprüche von Ludwigs Schwiegervater Stanislaus Leszczynski (Ex-König von Polen) auf die polnische Krone gegen den russisch-österreichischen Kandidaten zu unterstützen. Aber die Absendung einer französischen Expedition von 1500 Mann nach Danzig führte nur zu einer Demütigung Frankreichs.
Fleury wurde durch den Großsiegelbewahrer Germain Louis Chauvelin zu energischeren Maßnahmen gedrängt und so schloss er eine engere Allianz mit den spanischen Bourbonen und schickte zwei Armeen gegen die Österreicher. Militärische Erfolge am Rhein und in Italien sicherten die günstigen Bedingungen des Vertrags von Wien (1735–1738). Frankreich hatte sich mit den anderen Mächten zusammengeschlossen, um die Nachfolge Maria Theresias unter der Pragmatischen Sanktion sicherzustellen, aber nach dem Tod Karls VI. 1740 fand Fleury durch eine diplomatische Spitzfindigkeit eine Ausrede für die Zurückweisung seiner Verabredungen, da er im Rat des Königs die Kriegspartei überlegen fand.

### Tod
Nach den Katastrophen des böhmischen Feldzugs schrieb Fleury einen vertraulichen, demütigen Brief an den österreichischen Feldmarschall Graf Joseph Lothar von Königsegg-Rothenfels, der diesen bereits am darauffolgenden Tag veröffentlichte. Fleury leugnete seinen eigenen Brief und starb einige Tage nach der französischen Räumung Prags am 20. Januar 1743 in Issy bei Paris. Er wurde mit einem monumentalen Grabmal, das Ludwig XV. für ihn errichten ließ, in der Kirche Saint-Louis du Louvre in Paris beigesetzt.
Fleury hatte die königliche Bibliothek durch persönliche Schenkungen mit vielen wertvollen orientalischen Manuskripten bereichert. Seit 1717 war er ordentliches Mitglied der Académie française, der Académie des sciences und Ehrenmitglied der Académie des Inscriptions et Belles-Lettres, außerdem Provisor der Sorbonne und des königlichen Collège de Navarre. Fleury hatte auch 1736 den Anschluss Lothringens an Frankreich zuwege gebracht.